# Liste der Biografien/Schio
Liste der Biografien |
Portal Biografien |
Personensuche
# |
A |
B |
C |
D |
E |
F |
G |
H |
I |
J |
K |
L |
M |
N |
O |
P |
Q |
R |
S |
T |
U |
V |
W |
X |
Y |
Z |
?
 
Sa |
Sb |
Sc |
Sd |
Se |
Sf |
Sg |
Sh |
Si |
Sj |
Sk |
Sl |
Sm |
Sn |
So |
Sp |
Sq |
Sr |
Ss |
St |
Su |
Sv |
Sw |
Sy |
Sz
 
Sca–Sce |
Sch |
Sci–Scz
 
Scha |
Schc |
Schd |
Sche |
Schg |
Schi |
Schj |
Schk |
Schl |
Schm |
Schn |
Scho |
Schp |
Schr |
Schs |
Scht |
Schu |
Schv |
Schw |
Schy
 
Schia |
Schib |
Schic |
Schid |
Schie |
Schif |
Schig |
Schih |
Schij |
Schik |
Schil |
Schim |
Schin |
Schio |
Schip |
Schir |
Schis |
Schit |
Schiu |
Schiv |
Schiw |
Schiz
Die Liste der Biografien führt alle Personen auf, die in der deutschsprachigen Wikipedia einen Artikel haben. Dieses ist eine Teilliste mit 13 Einträgen von Personen, deren Namen mit den Buchstaben „Schio“ beginnt.

## Schio

### Schiod
- Schiødte, Jørgen Matthias Christian (1815–1884), dänischer Zoologe und Professor an der Universität Kopenhagen

### Schiol
- Schiøler, Eiler Theodor Lehn (1874–1929), dänischer Bankier
- Schioler, Torben († 2007), kanadischer Filmeditor und Filmregisseur
- Schiøler, Victor (1899–1967), dänischer Pianist

### Schiop
- Schiøpffe, William (1926–1981), dänischer Jazzmusiker (Schlagzeug)
- Schioppa, Lorenzo (1871–1935), italienischer Geistlicher, römisch-katholischer Erzbischof und vatikanischer Diplomat

### Schior
- Schiørring, Nils (1910–2001), dänischer Musikwissenschaftler

### Schiot
- Schiøtt Jacobsen, Aase († 2005), dänische Badmintonspielerin
- Schiøtte, Magnus (1680–1737), norwegischer Kaufmann
- Schiøttz-Jensen, Ida (1860–1933), dänische Interieur-, Landschafts- und Porträtmalerin
- Schiøttz-Jensen, Niels Frederik (1855–1941), dänischer Landschafts- und Porträtmaler
- Schiøtz, Aksel (1906–1975), dänischer Opernsänger (Tenor, Bariton) und Gesangspädagoge
- Schiøtz, Arne (1932–2019), dänischer Herpetologe